# Eibon
Eibon ist eine 2005 gegründete Death-Doom-Band aus Paris.

## Geschichte
Eibon wurden als Nachfolge-Band der französischen Death-Metal-Band Drowning vom Bassisten Stephane Rivière und dem Gitarristen und Sänger Georges Balafas, gegründet. Hinzu kam der Schlagzeuger Jerome Lachaud, welcher mit Rivière in der Death-Doom-Band Garden of Silence gespielt hatte, sowie die Gitarristen Max Hedin und Guillaume Taliercio.
Im Jahr 2007 veröffentlichte Eibon eine Split-EP mit der Stoner-Doom-Band Hangman’s Chair über Bones Brigade Records. Die Band bezeichnete die Rezensionen als besonders positiv. Binnen eines halben Jahres war die EP ausverkauft. Noch im gleichen Jahr ging die Band zum ersten Mal auf Tour.
2009 erschienen zwei weitere ebenfalls 2007 aufgenommene Stücke der Band als EP Asleep and Threatening / Staring at the Abyss auf Aesthetic Death. Die bis dahin vornehmlich aggressive Musik wurde um komplexere Strukturen ergänzt. Noch im gleichen Jahr begann Eibon mit Aufnahmen zum ersten Studioalbum. Entering Darkness erschien 2010 auf Aesthetic Death. Das Debütalbum wurde überwiegend positiv aufgenommen.
Im Oktober des gleichen Jahres erschien eine weitere Split-EP, diesmal mit HKY auf dem französischen Label MusicFearSatan. Kurz darauf veröffentlichte Eibon eine Kompilation, welche die erste EP und das Album zusammenfasste.
Im September 2013 nahm Eibon ihr zweites Studioalbum II in einem Live-Set mit Sylvain Biguet auf.

## Stil
Die Musik von Eibon ist „geprägt von einer Mischung aus finsterem (Funeral) Doom Metal, dreckigem Drone, aggressivem Sludge und depressivem Black Metal.“ Der Großteil des Gesangs wird als „dunkel-kratzig“ beschrieben und mit jenem von Carl McCoy im Projekt The Nefilim verglichen, andererseits wird jedoch auch „Black-Metal-Kreischgesang“ präsentiert.
Das musikalische Gesamtbild wird als „dröhnend“ und „düster“ bezeichnet. Die Musik ist häufig durch lange instrumentale auch melodische und akustische Passagen geprägt. Die Gitarren sind grob und rau aufgenommen. Das Bassspiel wird als „knorrig“ beschrieben.

## Diskografie
- 2007: Eibon / Hangman’s Chair (Split-EP, Bones Brigade Records)
- 2008: Eibon (EP, Aesthetic Death)
- 2010: Entering Darkness (Album, Aesthetic Death)
- 2010: HKY / Eibon (Split-EP, Musicfearsatan)
- 2010: Entering Darkness / Eibon (Kompilation-EP, Media Tree Recordings)
- 2013: II (Album, Aesthetic Death)